# Volleybalvereniging Set-Up'65 2020-2021
Questa voce raccoglie le informazioni riguardanti il Volleybalvereniging Set-Up'65 nelle competizioni ufficiali della stagione 2020-2021.

## Organigramma societario
Area direttiva
- Presidente: Rene Bosch

Area tecnica
- Primo allenatore: Brahim Abchir

## Rosa
| N° | Nome                | Ruolo | Data di nascita  | Nazionalità sportiva |
| -- | ------------------- | ----- | ---------------- | -------------------- |
| 1  | Jorinda Kremer      | L     | 24 febbraio 1994 | Paesi Bassi          |
| 2  | Benthe Olde Rikkert | S     | 11 novembre 1997 | Paesi Bassi          |
| 3  | Jorieke Bodde       | O     | 5 maggio 1996    | Paesi Bassi          |
| 4  | Joanne Brilhuis     | S     | 8 gennaio 2004   | Paesi Bassi          |
| 5  | Manon van 't Rood   | P     | 15 marzo 1991    | Paesi Bassi          |
| 6  | Elyne Nijhus        | C     | 9 giugno 2003    | Paesi Bassi          |
| 7  | Daphne Broekhuis    | P     | 29 aprile 2001   | Paesi Bassi          |
| 8  | Froukje Hoenderboom | S     | 17 febbraio 2000 | Paesi Bassi          |
| 9  | Marlies Eertman     | C     | 23 febbraio 1996 | Paesi Bassi          |
| 10 | Alinde Dekker       | O     | 7 settembre 2001 | Paesi Bassi          |
| 11 | Frederike Zwiers    | L     | 2000             | Paesi Bassi          |
| 12 | Martine Stevelink   | C     | 24 maggio 1993   | Paesi Bassi          |
| 13 | Pien Vos            | S     | 2001             | Paesi Bassi          |

## Statistiche

### Statistiche di squadra
| Competizione          | Punti | In casa | In casa | In casa | In trasferta | In trasferta | In trasferta | Totale | Totale | Totale |
| Competizione          | Punti | G       | V       | P       | G            | V            | P            | G      | V      | P      |
| --------------------- | ----- | ------- | ------- | ------- | ------------ | ------------ | ------------ | ------ | ------ | ------ |
| Eredivisie            | 2/7   | 7       | 2       | 5       | 9            | 0            | 9            | 16     | 2      | 14     |
| Coppa dei Paesi Bassi | -     | 1       | 0       | 1       | 0            | 0            | 0            | 1      | 0      | 1      |
| Totale                | -     | 8       | 2       | 6       | 9            | 0            | 9            | 17     | 2      | 15     |